# Dikraneura beameri
Dikraneura beameri är en insektsart som beskrevs av Borland 1955. Dikraneura beameri ingår i släktet Dikraneura och familjen dvärgstritar. Inga underarter finns listade i Catalogue of Life.